# Mose Allison Sings
Mose Allison Sings (alcune volte il titolo viene riportato come Mose Allison Sings the Seventh Son) è una Compilation del pianista e cantante jazz statunitense Mose Allison, pubblicato dalla casa discografica Prestige Records nel tardo 1963.

## Tracce

### LP
Lato A
1. The Seventh Son – 2:36 (Willie Dixon) – Tratto dall'album Creek Bank (1958)
2. Eyesight to the Blind – 1:42 (Sonny Boy Williamson) – Tratto dall'album Autumn Song (1961)
3. Do Nothin' Till You Hear from Me – 3:11 (Duke Ellington) – Tratto dall'album Autumn Song (1961)
4. Lost Mind – 3:34 (Percy Mayfield) – Tratto dall'album Local Color (1958)
5. I Got a Right to Cry – 2:50 (Joe Liggins) – Tratto dall'album Ramblin' with Mose (1962)
6. Baby Let Me Hold Your Hand – 3:16 (Ray Charles) – Tratto dall'album Young Man Mose (1958)

Lato B
1. Parchman Farm – 3:17 (Mose Allison) – Tratto dall'album Local Color (1958)
2. If You Live – 2:31 (Mose Allison) – Tratto dall'album Creek Bank (1958)
3. Don't Get Around Much Anymore – 2:47 (Duke Ellington) – Tratto dall'album Young Man Mose (1958)
4. One Room Country Shack – 3:02 (Mercy Dee Walton) – Tratto dall'album Back Country Suite (1957)
5. I Hadn't Anyone Till You – 2:34 (Ray Noble) – Tratto dall'album Young Man Mose (1958)
6. Young Man – 1:25 (Mose Allison) – Tratto dall'album Back Country Suite (1957)
7. That's All Right – 2:27 (Jimmy Rogers) – Tratto dall'album Autumn Song (1961)

- Il brano Young Man nell'album originale Back Country Suite è riportato con il titolo Blues
- Durata brani ricavati dalla ristampa dell'album del 1973 dal titolo The Seventh Son (Prestige Records, PRST-10052)

## Musicisti
The Seventh Son / Eyesight to the Blind / Do Nothin' Till You Hear from Me /  I Got a Right to Cry / If You Live / That's All Right
- Mose Allison - pianoforte, voce
- Addison Farmer - contrabbasso
- Ronnie Free - batteria

Lost Mind / Baby Let Me Hold Your Hand / Parchman Farm / Don't Get Around Much Anymore / I Hadn't Anyone Till You
- Mose Allison - pianoforte, voce
- Addison Farmer - contrabbasso
- Nick Stabulas - batteria

Note aggiuntive
- Don Schlitten - produttore
- Bob Weinstock - supervisore
- Rudy Van Gelder - ingegnere delle registrazioni
- Ira Gitler - note retrocopertina album originale (luglio 1963)[1]